# Neotheronia laticeps
Neotheronia laticeps är en stekelart som beskrevs av Krieger 1905. Neotheronia laticeps ingår i släktet Neotheronia och familjen brokparasitsteklar. Inga underarter finns listade i Catalogue of Life.